# Varietat d'Einstein
En geometria diferencial i física matemàtica, una varietat d'Einstein és una varietat derivable riemanniana o pseudo-riemanniana el tensor de Ricci és proporcional a la mètrica. Reben el nom d'Albert Einstein perquè aquesta condició equival a dir que la mètrica és una solució de les equacions de camp d'Einstein al buit (amb constant cosmològica), encara que tant la dimensió com la signatura de la mètrica poden ser arbitràries, per tant no estan restringides a Varietats lorentzianes (incloses les varietats lorentzianes quadridimensionals estudiades habitualment en la relativitat general). Les varietats d'Einstein en quatre dimensions euclidianes s'estudien com a instantons gravitatoris.
Si M és la varietat d'n dimensions subjacent i g és el seu tensor mètric, la condició d'Einstein significa que
{\displaystyle \mathrm {Ric} =kg}
per a una k constant, on Ric denota el tensor de Ricci de g. Les varietats d'Einstein amb k = 0 s'anomenen varietats planes de Ricci.
Les varietats d'Einstein riemannianes de quatre dimensions també són importants en la física matemàtica com instantons gravitacionals en les teories quàntiques de la gravetat. El terme "instant gravitacional" s'utilitza normalment restringit a les 4 varietats d'Einstein el tensor de Weyl de les quals és autodual, i normalment s'assumeix que la mètrica és asimptòtica a la mètrica estàndard de l'espai 4 euclidià (i, per tant, són completes però no compacte). En geometria diferencial, les varietats de 4 d'Einstein autoduals també es coneixen com a varietats d'hiperkähler (4-dimensionals) en el cas pla de Ricci, i les varietats de Kähler de quaternions en cas contrari.Les varietats d'Einstein Lorentzian de dimensions superiors s'utilitzen en les teories modernes de la gravetat, com ara la teoria de cordes, la teoria M i la supergravetat. Les varietats de Kähler d'Hyperkähler i quaternió (que són tipus especials de varietats d'Einstein) també tenen aplicacions en física com a espais objectiu per a models σ no lineals amb supersimetria.
Les varietats compactes d'Einstein s'han estudiat molt en geometria diferencial, i se'n coneixen molts exemples, tot i que construir-los és sovint un repte. Les varietats compactes de Ricci-flat són particularment difícils de trobar: a la monografia sobre el tema de l'autor pseudònim Arthur Besse, els lectors reben un àpat en un restaurant a canvi d'un nou exemple.